# Anopheles
Anopheles — великий рід комарів (Culicidae), один з трьох родів підродини Anophelinae. Рід містить понад 460 визнаних видів, з яких близько 100 здатні слугувати векторами плазмодія (Plasmodium), збудника малярії, та передавати його людині, хоча за перенесення хвороби в ендемічних районах відповідають фактично 30-40 видів. Найвідомішими представниками роду є види комплексу Anopheles gambiae, через їх головну роль в перенесенні найнебезпечніших видів плазмодія, таких як Plasmodium falciparum.
Деякі види роду Anopheles також здатні переносити хробака-паразита собак Dirofilaria immitis, філярії Wuchereria bancrofti і Brugia malayi, віруси, такі як о'ньйонг'ньйонг. Цих збудників хвороб також можуть переносити комарі інших родів, таких як Aedes і Culex.
В Україні відомо 7 видів роду: Anopheles  messeae, A.  maculipennis,  A. atroparvus, A. plumbeus, A.  hyrcanus,  A. claviger, A. algeriensis.

## Назва й систематика
Назва роду походить від грецьких слів «an», заперечувальний префікс, та «ophelos», «користь». Рід встановлено 1818 року німецьким ентомологом Йоганном Майгеном. Оскільки роль комарів роду в перенесенні малярії була виявлена Рональдом Россом лише 1897 року, початкове значення назви, ймовірно, було «некорисний», а не «шкідливий», як часто можна зустріти в низці джерел.
Систематика роду лишалася не розробленою впродовж майже всього XIX століття, до того як 1898 року англійське Королівське товариство та державний секретар Британських колоній Джозеф Чемберлен не призначили комісію з дослідження малярії. Відповідальним за дослідження комарів був призначений Фредерік Вінсент Теобальд, який між 1901 і 1910 роками опублікував 5 томів монографії з переносників малярії. Представників сучасного роду Anopheles Теобальд розділив на 18 родів, 4 з яких (Cellia, Kerteszia, Nyssorhynchus і Stethomyia) на разі визнаються як підроди. Проте вже у першій третині XX століття систему Теобальда суттєво розкритикували, зокрема американський ентомолог Фредерік Кнаб вважав її заплутаною та неприродною.
Значний внесок у побудову сучасної системи комарів Anopheles здійснили Рікард Кристоферс, Фредерік Воллес Едвардс, Френсіс Меткалф Рут (англ. Francis Metcalf Root), П. К. А. Антунз (англ. P.C.A. Antunes) та інші.
Рід об'єднує 450—550 видів, які зібрані в 7 підродів:
- Anopheles — поширені всесвітньо, 182 види
- Baimaia — Орієнтальна область, 1 вид
- Cellia — Старий світ, 220 видів
- Kerteszia — Неотропіки, 12 видів
- Lophopodomyia — Неотропіки, 6 видів
- Nyssorhynchus — Неотропіки, 39 видів
- Stethomyia — Неотропіки, 5 видів.

Переносники малярії належать до підродів Anopheles, Cellia, Kerteszia та Nyssorhynchus. Підроди відрізняються між собою за будовою та щетинками на придатках чоловічих геніталій.
Великі підроди Anopheles, Cellia та Nyssorhynchus поділяють на секції, серії, групи, підгрупи та комплекси.

## Походження
Загалом вважається, що комарі виникли в юрському періоді між 200 та 146 млн років тому. Утім надійні викопні знахідки, що їх відносять до роду Anopheles датують пізнім палеогеном чи раннім неогеном, між 45 та 15 млн років тому. Молекулярний аналіз показав, що до предкової групи сучасних Anophelinae найближче стоїть рід Chagasia з тропічної Америки, а рід Bironella з Австралазійського регіону є сестринською групою для Anopheles.

## Види
Деякі види роду:
- Anopheles acanthotorynus Komp, 1937
- Anopheles albimanus Wiedemann, 1820
- Anopheles albitarsis Lynch Arribalzaga
- Anopheles amictus Edwards
- Anopheles annulipalpis Lynch Arribalzaga, 1878
- Anopheles anomalophyllus Komp, 1936
- Anopheles antunesi Galvao & Amaral, 1940
- Anopheles apicimacula Dyar & Knab, 1906
- Anopheles aquasalis Curry, 1932
- Anopheles argyritarsis Robineau-Desvoidy, 1827
- Anopheles atropos Dyar & Knab, 1906
- Anopheles aztecus Hoffmann, 1935
- Anopheles bambusicolus Komp, 1937
- Anopheles barberi Coquillett, 1903
- Anopheles bellator Dyar & Knab, 1906
- Anopheles benarrochi Gabaldon, Cova-Gar. & Lopez 1941
- Anopheles boliviensis Theobald, 1905
- Anopheles bonnei Fonseca & Ramos, 1939
- Anopheles bradleyi King, 1939
- Anopheles braziliensis Chagas, 1907
- Anopheles bustamentei Galvao, 1955
- Anopheles canorii Flock & Abonnene, 1945
- Anopheles crucians Wiedemann, 1828
- Anopheles cruzii Dyar & Knab, 1908
- Anopheles darlingi Root, 1926
- Anopheles earlei Vargas, 1943
- Anopheles eiseni Coquillett, 1902
- Anopheles evandroi Lima, 1937
- Anopheles evansae Brethes, 1926
- Anopheles farauti Laversan
- Anopheles fausti Vargas, 1943
- Anopheles fluminensis Root, 1927
- Anopheles franciscanus McCracken, 1904
- Anopheles freeborni Aitken
- Anopheles gabaldoni Vargas, 1941
- Anopheles galvaoi Causay, Deane & Deane, 1943
- Anopheles gambiae
- Anopheles georgianus King, 1939
- Anopheles gilesi Peryassu, 1908
- Anopheles gomezdelatorrei Levi-Castillo, 1955
- Anopheles grabhami Theobald
- Anopheles guarao Anduze & Capdevielle, 1949
- Anopheles hectoris Giaquinto-Mira, 1931
- Anopheles homunculus Komp, 1937
- Anopheles ininii Senevet & Abonnenc, 1938
- Anopheles intermedius Peryassu, 1908
- Anopheles judithae Zavortink, 1969
- Anopheles kompi Edwards, 1030
- Anopheles lanei Galvao & Amaral, 1938
- Anopheles lutzii Cruz, 1901
- Anopheles maculipes Theobald, 1903
- Anopheles mattogrossensis Lutz & Neiva, 1911
- Anopheles mediopunctatus Theobald, 1903
- Anopheles melas Theobald
- Anopheles merus Donitz
- Anopheles minor Lima, 1929
- Anopheles neivai Dyar & Knab, 1913
- Anopheles neomaculipalpus Curry, 1932
- Anopheles nigritarsis Chagas, 1907
- Anopheles nimbus Theobald, 1902
- Anopheles noroestensis Galvao & Lane, 1937
- Anopheles nuneztovari Galaldon, 1940
- Anopheles occidentalis Dyar & Knab, 1906
- Anopheles oiketorakras Osorno-Mesa, 1947
- Anopheles oswaldoi Peryassu, 1922
- Anopheles parapunctipennis Martini, 1932
- Anopheles parvus Chagas, 1907
- Anopheles perplexens Ludlow, 1907
- Anopheles peryassui Dyar & Knab, 1908
- Anopheles pictipennis Philippi, 1865
- Anopheles pseudomaculipes Peryassu, 1908
- Anopheles pseudopunctipennis Theobald, 1901
- Anopheles pseudotibiamaculatus Galvao & Barretto, 1941
- Anopheles punctimacula Dyar & Knab, 1906
- Anopheles punctipennis Say, 1823
- Anopheles punctulatus
- Anopheles quadrimaculatus Say, 1824
- Anopheles rachoui Galvao, 1952
- Anopheles rangeli Gabaldon, Covo-Gar. & Lopez, 1940
- Anopheles rondoni Neiva & Pinto, 1922
- Anopheles sanctielii Senevet & Abonnenc, 1938
- Anopheles shannoni Davis, 1931
- Anopheles squamifemur Antunes, 1937
- Anopheles stephensi Liston, 1901
- Anopheles thomasi Shannon, 1933
- Anopheles tibiamaculatus Neiva, 1906
- Anopheles triannulatus Neiva & Pinto, 1922
- Anopheles vargasi Gabaldon, Covo-Gar. & Lopez, 1941
- Anopheles vestitipennis Dyar & Knab, 1906
- Anopheles walkeri Theobald, 1901
- Anopheles xelajuensis Leon, 1938